# Pleurophorus mediterranicus
Pleurophorus mediterranicus är en skalbaggsart som beskrevs av Riccardo Pittino och Mario Mariani 1986. Pleurophorus mediterranicus ingår i släktet Pleurophorus och familjen Aphodiidae. Inga underarter finns listade i Catalogue of Life.